# Carl-Axel Acking

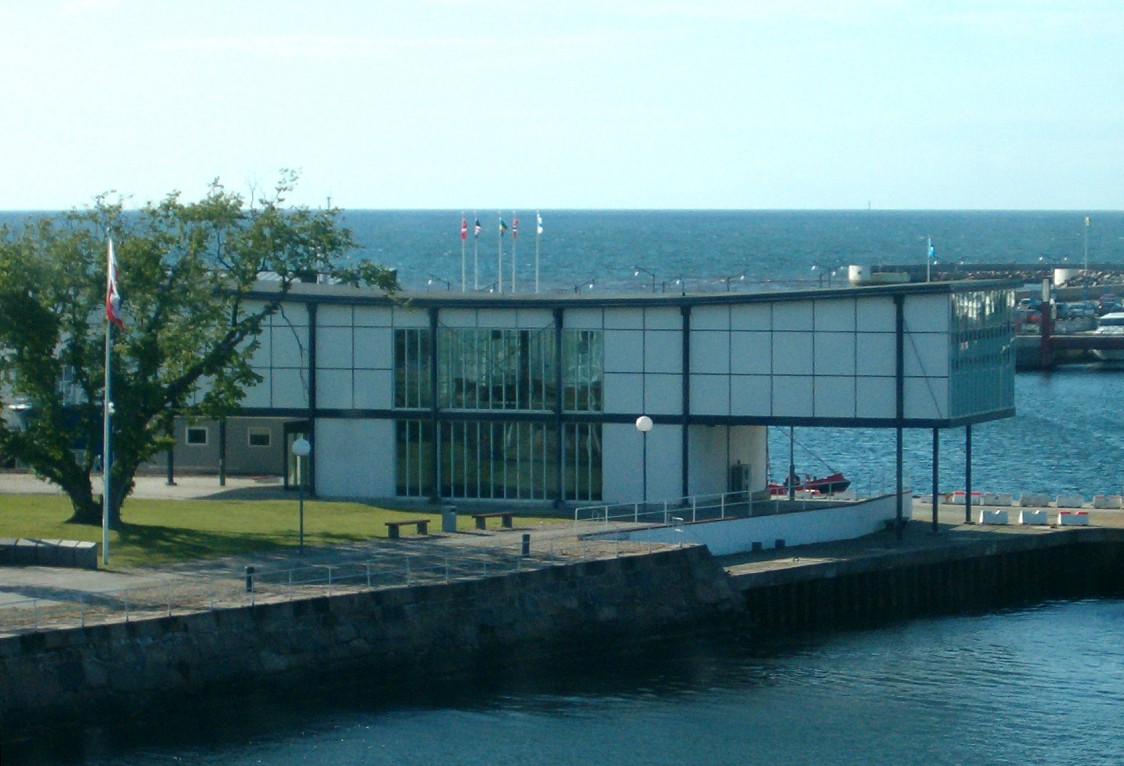
Der wiederaufgebaute Ausstellungspavillon der Weltausstellung H55 in Helsingborg

Carl-Axel Acking (* 8. März 1910; † 12. Juni 2001) war ein schwedischer Architekt und Möbeldesigner.
Carl-Axel Acking studierte an der Kunstfachschule und der Königlich Technischen Hochschule in Stockholm. Ab 1939 hatte er ein eigenes Architekturbüro.
Während der 1940er und 1950er Jahre war Acking einer der bedeutendsten Möbeldesigner Schwedens. Seine Schöpfungen wurden u. a. von der Nordiska Kompaniet und dem Kooperativa Förbundet produziert. Als Formengeber schuf er Tapeten- und Textilmuster, einen Briefmarkenautomaten und eine Telefonzelle. Als Architekt entwarf er u. a. die Stockholmer Hotels Malmen (1951) und Continental (1962). Auf der Weltausstellung in Helsingborg 1955, H55, war er der Hauptarchitekt und zeichnete die Ausstellungspavillons. Weitere Werke sind: Hässelby Familjhotell in Stockholm (1955), Quality Hotel in Östersund (1956), Skånska banken in Malmö (1965) und Birgittakyrkan in Skön (1972).
| Personendaten    | Personendaten                            |
| ---------------- | ---------------------------------------- |
| NAME             | Acking, Carl-Axel                        |
| KURZBESCHREIBUNG | schwedischer Architekt und Möbeldesigner |
| GEBURTSDATUM     | 8. März 1910                             |
| STERBEDATUM      | 12. Juni 2001                            |